# Potamon (Parathelphusa) tridentatum
Potamon (Parathelphusa) tridentatum is een krabbensoort uit de familie van de Potamidae.